# Jiadingzhen
Jiadingzhen är ett stadsdelsdistrikt i Kina. Det ligger i Jiading i storstadsområdet Shanghai, i den östra delen av landet, omkring 26 kilometer nordväst om den centrala stadskärnan. Antalet invånare är 81 854. Befolkningen består av 42 578 kvinnor och 39 276 män. Barn under 15 år utgör 9,0 %, vuxna 15-64 år 77 %, och äldre över 65 år 13,0 %.